# Tactical Digital Information Link

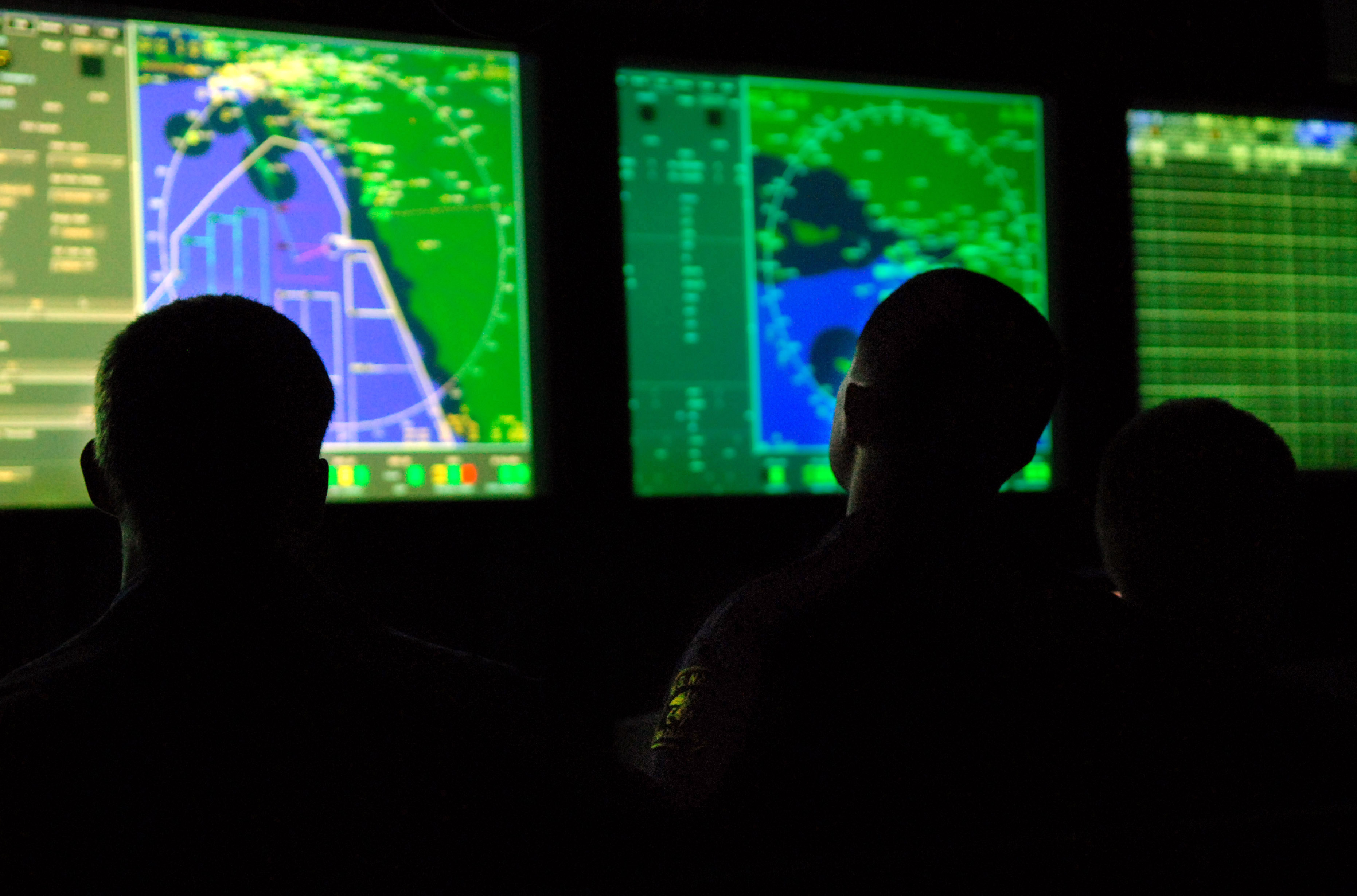
TDL-Monitoring, Combat Direction Center, Lotniskowiec USS Ronald Reagan

Tactical Data Link (TDL) – natowski standard transmisji w procesie wymiany informacji taktycznej pomiędzy elementami pola walki w czasie rzeczywistym lub zbliżonym do rzeczywistego.
System TDL umożliwia wymianę informacji na temat poszczególnych uczestników pola walki doprowadzając w konsekwencji do osiągnięcia przewagi taktycznej tych uczestników pola walki, którzy posiadają pełniejsze informacje.
W NATO stosowanych jest szereg systemów TDL. W USA ich odpowiedniki określane są skrótem TADIL, co oznacza Tactical Digital Information Link. Najpopularniejsze z nich to:
- Link 1;
- Link 4A (TADIL-C);
- Link 11 (TADIL-A);
- Link 11B (TADIL-B);
- Link 16 (TADIL-J); najpowszechniej współcześnie wykorzystywany standard, Link 16 pracuje w paśmie L (960 – 1215 MHz), wykorzystując trudne do zakłócenia rozpraszanie widma. Zdolność systemu do szybkiej zmiany częstotliwości czyni Link 16 znacznie trudniejszym do intencjonalnego bądź niezamierzonego zakłócenia[1]. Link 16 wykorzystuje technologię TDMA – Time Division Multiple Access, przydzielającą każdemu elementowi sieci osobny kanał transmisji danych, co zapewnia wydajną transmisję danych bez wzajemnego zakłócania się poszczególnych strumieni danych[1]. System może transmitować różne formaty danych, w tym m.in. dane radarowe, komendy systemu dowodzenia i kontroli i informacje z zakresu walki elektronicznej[1].
- Link 22.

Systemy typu TDL umożliwiają polepszenie świadomości sytuacyjnej (situation awareness) uczestników pola walki i stanowią jeden z filarów nowoczesnych koncepcji prowadzenia działań zbrojnych znanych jako sieciocentryczne (Network Centric Warfare). Mimo swoich możliwości TDL, ograniczony jest limitowanym spektrum oraz potencjalnym przeciążeniem w rejonach o dużym nasyceniu użytkowników, a także zagrożony jest rozwojem zaawansowanych metod walki elektrocznej u potencjalnych przeciwników. Stąd też rozwijane są nowocześniejsze, bardziej wydajne i bezpieczniejsze systemy wymiany danych, jak stosowany w samolotach F-35 system MADL, który jest w nim wykorzystywany obok Link 16.